# Hylaeus relegatus
Hylaeus relegatus is een vliesvleugelig insect uit de familie Colletidae. De wetenschappelijke naam van de soort is voor het eerst geldig gepubliceerd in 1876 door Frederick Smith.